# Primeira Divisão 1973/1974
Primeira Divisão 1973/74 byla nejvyšší portugalskou fotbalovou soutěží v sezoně 1973/74. Vítězem se stal a do Poháru mistrů evropských zemí 1974/75 se kvalifikoval tým Sporting Lisabon, Pohár UEFA 1974/75 hrály týmy Vitória Setúbal a FC Porto. Účast v Poháru vítězů pohárů 1974/75 si zajistil poražený finalista portugalského poháru Benfica Lisabon.
Ligy se zúčastnilo celkem 16 celků, soutěž se hrála způsobem každý s každým doma-venku (celkem tedy 30 kol) systémem podzim-jaro. Sestupovaly 3 týmy.

## Tabulka
| Poř. | Tým                          | Z  | V  | R  | P  | VG | OG | B  |
| ---- | ---------------------------- | -- | -- | -- | -- | -- | -- | -- |
| 1.   | Sporting Lisabon             | 30 | 23 | 3  | 4  | 96 | 21 | 49 |
| 2.   | Benfica Lisabon              | 30 | 21 | 5  | 4  | 68 | 23 | 47 |
| 3.   | Vitória Setúbal              | 30 | 19 | 7  | 7  | 69 | 21 | 45 |
| 4.   | FC Porto                     | 30 | 18 | 7  | 5  | 43 | 22 | 43 |
| 5.   | CF Os Belenenses             | 30 | 17 | 6  | 7  | 56 | 34 | 40 |
| 6.   | Vitória Guimaraes            | 30 | 10 | 11 | 9  | 36 | 34 | 31 |
| 7.   | SC Farense                   | 30 | 9  | 8  | 13 | 35 | 38 | 26 |
| 8.   | GD Fabril Barreiro           | 30 | 8  | 9  | 13 | 33 | 44 | 25 |
| 9.   | Boavista FC                  | 30 | 9  | 7  | 14 | 35 | 43 | 25 |
| 10.  | Académica de Coimbra (N)     | 30 | 8  | 7  | 15 | 29 | 45 | 23 |
| 11.  | SC Olhanense (N)             | 30 | 8  | 6  | 16 | 35 | 69 | 22 |
| 12.  | Clube Oriental de Lisboa (N) | 30 | 10 | 1  | 19 | 35 | 79 | 21 |
| 13.  | SC Beira-Mar                 | 30 | 7  | 7  | 16 | 34 | 59 | 21 |
| 14.  | Leixões SC                   | 30 | 9  | 3  | 18 | 36 | 56 | 21 |
| 15.  | FC Barreirense               | 30 | 6  | 9  | 15 | 19 | 42 | 27 |
| 16.  | CD Montijo                   | 30 | 7  | 6  | 17 | 32 | 61 | 20 |

|  | Pohár mistrů evropských zemí 1974/75 |
|  | Pohár vítězů pohárů 1974/75          |
|  | Pohár UEFA 1974/75                   |
|  | Sestup do Segunda Divisão            |
|  | (N) - nováček                        |

## Nejlepší střelci
| P.  | Nár         | Hráč               | Tým                | Branky |
| --- | ----------- | ------------------ | ------------------ | ------ |
| 1.  | Argentina   | Héctor Yazalde     | Sporting Lisabon   | 46     |
| 2.  | Brazílie    | Duda               | Vitória Setúbal    | 24     |
| 3.  | Portugalsko | Eusébio            | Benfica Lisabon    | 16     |
| 4.  | Portugalsko | José Torres        | Vitória Setúbal    | 15     |
| 4.  | Portugalsko | Rui Jordão         | Benfica Lisabon    | 15     |
| 6.  | Portugalsko | Abel Miglietti     | FC Porto           | 14     |
| 7.  | Brazílie    | Mirobaldo          | SC Farense         | 14     |
| 7.  | Portugalsko | Arnaldo Silva      | GD Fabril Barreiro | 13     |
| 7.  | Paraguay    | Francisco González | CF Os Belenenses   | 13     |
| 10. | Brazílie    | Ademir             | SC Olhanense       | 12     |